# پل پرکه
پل پرکه (انگلیسی: Paul Perquer؛ زادهٔ ۳ اکتبر ۱۸۵۹) قایقران قایق بادبانی اهل فرانسه است.